# 元堡乡
元堡乡，是中华人民共和国湖北省恩施土家族苗族自治州利川市下辖的一个乡镇级行政单位。

## 行政区划
元堡乡下辖以下地区：
丰富村、花秋村、元堡村、忠孝村、汉庙村、刺竹村、毛针村、牛角村、花坪村、兴场村、斑鸠水村、自生桥村、小竹村、大井村、苦草村、东槽村、小塘村、旧司村、瑞坪村、青龙村、朝阳村、洛阳村、友联村、冲岩塘村、桃园村和复兴村。